# La Fille du Lido
 (février 2012).
Si vous disposez d'ouvrages ou d'articles de référence ou si vous connaissez des sites web de qualité traitant du thème abordé ici, merci de compléter l'article en donnant les références utiles à sa vérifiabilité et en les liant à la section « Notes et références ».
Singles de Inna Modja
French Cancan (monsieur sainte Nitouche)
(2011) I am smiling
(2012)
Pistes de Love Revolution
Emily For My Land
La Fille du Lido est le second single du deuxième album de la chanteuse Inna Modja Love Revolution.

## Clip
Le clip de la musique est sortie le 26 octobre 2011.

## Classement
La chanson a réussi à rentrer dans le classement des meilleures ventes de singles en France, et a ainsi atteint la 82e place[réf. nécessaire].